# حسین محمدصالحی
حسین محمدصالحی دارانی مدرس دانشگاه و سیاستمدار اهل ایران است که به عنوان نماینده یازدهمین دوره مجلس شورای اسلامی از حوزه انتخابیه فریدن، فریدون‌شهر، چادگان و بویین میاندشت انتخاب شد.

## سوابق تحصیلی
محمدصالحی دارای دکتری زبان و ادبیات فارسی است و به مدت ۲۸ سال در دبیرستان و دانشگاه‌های استان اصفهان مشغول خدمت بوده‌است.

## مسئولیت‌ها
- رئیس دانشگاه پیام نور مرکز شهرستان فریدونشهر
- ریاست دانشگاه آزاد اسلامی شهرستان فریدن
- عضو شورای اسلامی شهر داران
- دبیر آموزش و پرورش

## تایید نشدن اعتبارنامه
در روز ۱۱ خرداد ۱۳۹۹ همزمان با آغاز بررسی اعتبارنامه نمایندگان راه یافته به مجلس شورای اسلامی، اعتبار نامه محمدصالحی به همراه دونماینده دیگر یعنی تاجگردون نماینده گچساران و سید کاظم دلخوش نماینده صومعه سرا تأیید نشد. زهره الهیان یکی از معترضان به اعتبارنامه حسین محمدصالحی در این خصوص گفت: «آقای محمدصالحی سابقه محکومیت دارد و صلاحیت وی در هیئت نظارت استان و هیئت مرکزی رد شده‌است. نحوه بررسی صلاحیت آقای محمدصالحی در شورای نگهبان اینگونه بوده که فقط یکی از اعضا صلاحیت وی را تأیید کرده و تأیید صلاحیت وی به منزله تأیید شورای نگهبان نیست.»
در نهایت، اعتبار نامه نمایندگی نامبرده در تاریخ ۱۳ خرداد ۱۳۹۹ تأیید شد.
در همین رابطه پایگاه اطلاع‌رسانی این نماینده در تلگرام توضیحاتی را ارائه داد که در بخشی از آن آمده بود: نماینده فریدن‌بزرگ پس از تمام بررسی‌های انجام شده مجوز ورود به صحن علنی مجلس شورای اسلامی و رای‌گیری برای انتخابات هیئت رئیسه مجلس به دست آورده‌است که یعنی مشکلی به هیچ عنوان وجود نداشته‌است.
محمدصالحی طی مصاحبه ای در واکنش به اظهارات نماینده تهران گفت: 
«الهیان با این اقدام حتی شورای نگهبان را زیر سؤال برده و ادعا کرد شورای نگهبان صلاحیت بنده را تأیید نکرده‌است، مگر چنین چیزی می‌شود؟! اگر شورای نگهبان صلاحیتم را تأیید نمی‌کرد، می‌توانستم در انتخابات حضور داشته باشم؟! متأسفانه توهین‌ها نه تنها به اینجانب بلکه به شورای نگهبان هم صورت گرفته‌است.» پس از آن الهیان تصویب اعتبارنامه محمدصالحی را تکذیب کرد و گفت: هنوز شورای نگهبان مدارک محکومیت کیفری نماینده فریدون‌شهر را ندیده‌است و اعتبارنامه صالحی تأیید نشده
در ۱۸ خرداد ۱۳۹۹ امیرحسین قاضی زاده هاشمی نایب رئیس مجلس شورای اسلامی در صفحه شخصی خود در توئیتر اعلام کرد که اعتبارنامه منتخبان فریدن و صومعه سرا در شعب مربوطه تأیید شد.